# Ora Maritima

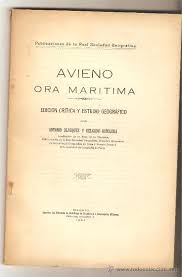
Portada de l'obra escrita per Ruf Fest Aviè.

Ōra marītĭma. (també coneguda com Les costes marítimes) és un text sobre geografia descriptiva de l'Hispània preromana. Va ser escrita en vers, al segle iv, pel poeta llatí Ruf Fest Aviè, i dedicada al seu amic Probe, basant-se en textos més antics, probablement del segle vi aC. 
Aquesta obra és de gran rellevància per oferir-nos la més antiga informació de la península Ibèrica d'un mil·lenni enrere, moment sobre el qual hi ha una gran manca de fonts –informació possiblement obtinguda del viatge d'un marí de Marsella mil anys abans (530 aC).
Aviè exposa, al principi de la seva narració, que va utilitzar textos de Hecateu de Milet, Hel·lànic de Mitilene, Fileas d'Atenes, Escílax de Carianda, Pausímac de Samos, Damastes de Sigeon, Bacoris de Rodes, Euctemó d'Atenes, Cleó de Sicília, Heròdot i de l'atenès Tucídides.
És la primera vegada que es donen tantes dades d'Ibèria en parlar, tant de pobles com d'accidents geogràfics, ciutats, divinitats i altres aspectes culturals. No obstant això, no només se centra a la Hispània preromana, també ofereix un recorregut per les costes europees passant de la Britànnia fins a la mar Negra Només es conserven alguns fragments d'aquesta obra.
Va ser utilitzada com a font d'estudi per estudiosos com Adolf Schulten, que la va emprar per teoritzar sobre la possible ubicació de Tartessos.
En l'Ora Marítima (escrita cap a l'any 521) també s'esmenta la ciutat presumiblement mítica de Gypsela, situant-la davant o prop de les illes Medes, a Catalunya.